# Kriminalpolizei
Kriminalpolizei (Kripo, z niem. Policja kryminalna) – niemiecka policja kryminalna.

## Kriminalpolizei w III Rzeszy
Kriminalpolizei stanowiła w okresie III Rzeszy jeden z departamentów RSHA (Głównego Urzędu Bezpieczeństwa Rzeszy). Na jej czele stał Arthur Nebe.
Do 1936 Kripo stanowiło część administracji landów, lecz po przeprowadzeniu centralizacji niemieckiej policji przez Heinricha Himmlera policja kryminalna wszystkich landów włączona została do pruskiej policji kryminalnej. W 1937 powstało Biuro Policji Kryminalnej Rzeszy (Reichskriminalpolizeiamt). Kripo wraz z Gestapo (hitlerowską policją polityczną) stały się częścią Głównego Urzędu Policji Bezpieczeństwa Rzeszy (Hauptamt Sicherheitspolizei, Sipo). W 1939 po utworzeniu RSHA Kripo, Gestapo oraz SD (Służba Bezpieczeństwa SS) weszły w skład RSHA (Kripo stało się Departamentem V Głównego Urzędu Bezpieczeństwa Rzeszy). Niemiecką policją kryminalną zarządzał Arthur Nebe, pod koniec wojny zastąpiony przez Friedricha Panzingera.
Kripo formalnie zajmowała się głównie sprawami kryminalnymi, pozostawiając Gestapo sprawy polityczne i organizowanie terroru. Jednak faktycznie dość często zdarzały się przypadki współdziałania obu policji w walce z politycznymi przeciwnikami III Rzeszy i w eksterminacji Żydów. Kripo ponosi także współodpowiedzialność za umieszczanie ludności Niemiec i krajów okupowanych w obozach koncentracyjnych oraz za przeprowadzanie zbrodniczych eksperymentów medycznych na więźniach tych obozów (obowiązkiem Kripo było dostarczanie „królików doświadczalnych” w celu dokonania tych eksperymentów). Na obszarze Rzeszy członkowie Kripo ubierali się po cywilnemu, natomiast w krajach okupowanych przez Niemcy mieli obowiązek noszenia mundurów SS (nawet jeśli do SS nie należeli) wraz z insygniami odpowiednimi do ich stanowisk w policji kryminalnej.
W skład Kripo wchodziła również Polska Policja Kryminalna.